# 内田清之助
内田 清之助（うちだ せいのすけ、1884年（明治17年）12月1日 - 1975年（昭和50年）4月28日） は、日本の鳥類学者。

## 経歴
1884年（明治17年）12月1日、東京都中央区銀座（当時は東京市京橋区）五丁目角のたばこ屋に生まれた。府立一中時代の同期には中島董一郎（キューピー・アヲハタ創業者）らがいた。この中学時代から自然にあこがれ、旧制第一高等学校の二部乙類に入学。1908年（明治41年）東京帝国大学農科大学獣医学科に進学、卒業後は鳥類学者となり、東大卒業後副手。獣医学士。
1918年（大正7年）に農商務省によって「狩猟法」の改正がなされ、「農林業上有益な野生鳥獣の保護繁殖と狩猟鳥獣の利用増殖」を目的とした「鳥獣調査事業」が始まり、内田はその総括・指導のため農商務省技師に任ぜられた。その後、農林省鳥獣調査室長などを歴任した。1925年（大正14年）、農学博士（東京帝国大学）取得。論文の題は「Studies on amblycerous mallophaga of Japan (日本産隠角羽虱類の研究)」。
1936年（昭和11年）1月には、文部省からの依頼を受けて鹿児島県の出水ツル渡来地でマナヅルとナベヅルの正確な頭数調査等を行っている。
1975年（昭和50年）4月28日、心筋梗塞のため死去。90歳。
- 日本鳥学会第3代会頭（在任期間1946-1947）[4]
- 日本鳥学会名誉会頭[1]。

## 家族・親族
心理学者の内田勇三郎は実弟、魚類学者の内田恵太郎は従兄弟にあたる。

## 著書
内田の著作の多くはデジタル化され、インターネット上の国立国会図書館デジタルコレクションなどで公開されている。
- 『日本鳥類図説』（上中下3巻、1913年、警醒社書店）国立国会図書館書誌ID:000000561936　付図 doi:10.11501/1881701
  - 増訂版（全4巻） 国立国会図書館書誌ID:000000917828
- 『簡明家畜寄生動物学』（1915年、有隣堂書店）doi:10.11501/942343
- 『鳥類講話』（1917年、裳華房 doi:10.11501/956566
- 『鳥学講和』（1925年、文化生活研究会） doi:10.11501/956568
- 『鳥と旅』（1973年、芸艸堂）[4]

### 翻訳
- 『昆虫学』（ふをるそむ他 著、1910年） doi:10.11501/832675

## 論文
- 国立情報学研究所収録論文 国立情報学研究所

- 内田清之助 (1909), “本邦にて得たる線蟲類の一科Strongylidae(承前)”, 動物学雑誌 21 (250):  321-335, ISSN 00445118

## 関連人物
- 飯島魁
- 黒田長禮